# 방은교
방은교(본명: 방진주, 1977년 12월 25일 ~ )는 대한민국의 영화 배우이다. 2000년대 초반에 진선미와 함께 2인조 여성 코미디언 그룹인 갈매기 자매를 결성하여 활동했다.

## 출연작

### 방송
- 개그콘서트 (KBS)
- 란제리 (코미디TV)